# انتر ریوس ده میناس
انتر ریوس ده میناس (به پرتغالی: Entre Rios de Minas) یک شهرداری در برزیل است که در میناز ژرایس واقع شده‌است. انتر ریوس ده میناس ۴۵۶٫۷۹۶ کیلومتر مربع مساحت و ۱۵٬۳۸۰ نفر جمعیت دارد و ۹۵۰ متر بالاتر از سطح دریا واقع شده‌است.